# Гара Банка (Васлуј)
Гара Банка (рум. Gara Banca) насеље је у Румунији у округу Васлуј у општини Банка. Oпштина се налази на надморској висини од 77 m.

## Становништво
Према подацима из 2002. године у насељу је живело 1043 становника, од којих су сви румунске националности.